# El detectiu Conan: La bala escarlata
El detectiu Conan: La bala escarlata (名探偵コナン 緋色の弾丸, Meitantei Konan Hiiro no Dangan) és una pel·lícula d'anime japonesa que es va estrenar el 16 d'abril del 2021. És el vint-i-quatrè film de la sèrie de films El detectiu Conan basats en el manga de Gosho Aoyama del mateix nom. Es va estrenar amb doblatge català també el 16 d'abril del 2021, essent la primera vegada que coincideix amb l'estrena japonesa. És el primer film de la sèrie estrenat durant el període Reiwa.
Originalment s'havia d'estrenar el 17 d'abril del 2020, seguint la resta de films del Detectiu Conan que s'han anat llançant anualment cada abril des del 1997 en què es va estrenar el primer. No obstant això, la pandèmia de COVID-19 va obligar a ajornar-ho i es va optar per posposar-lo un any fins a l'abril del 2021. A més, la temàtica es basa en un esdeveniment esportiu que recorda els Jocs Olímpics d'estiu de 2020 del Japó, que precisament es van haver d'ajornar el 2021. Finalment, es va estrenar als cinemes el 16 d'abril del 2021 al Japó i 22 països més. Malgrat que en un inici estava previst que als Països Catalans s'estrenés el 23 d'abril, la distribuïdora anuncià que, per primer cop, s'estrenaria el mateix dia que al Japó, el 16 d'abril. Al Japó, com a introducció a l'argument del film, es va estrenar El detectiu Conan: The Scarlet Alibi que és una recopilació d'episodis de la sèrie relacionats amb la família Akai.
Es va estrenar per televisió en català l'11 de desembre de 2022 al canal SX3 juntament amb l'especial El detectiu Conan: The Scarlet Alibi.

## Argument
El Japó és l'amfitrió dels World Sports Games, la competició esportiva més gran del món, que se celebra a Tòquio. El mateix dia de la cerimònia d'obertura s'ha d'inaugurar un tren bala d'última generació, el primer del món que circula en un tub al buit a mil quilòmetres per hora. Ara bé, en una festa organitzada pels patrocinadors de la competició hi ha un incident que provoca el segrest d'uns quants directius. En Conan hi troba una connexió amb uns segrestos dels World Sports Games de Boston, de fa quinze anys.

## Doblatge
El doblatge va ser produït per Takemaker i dirigit per Carles Nogueras. Compta amb les veus de Joël Mulachs (Conan Edogawa), Óscar Muñoz (Shinichi Kudo) i Mark Ullod (Kogoro Mouri), entre d'altres. El personatge de la Ran Mouri no tenia inicialment la seva actriu de veu habitual, la Núria Trifol, per problemes de salut. A l'estrena cinematogràfica va ser interpretada per Cristal Barreyro. Un cop recuperada es va tornar a enregistrar les intervencions del personatge per a la versió definitiva usada al DVD i a les emissions televisives. El film també va suposar l'estrena de Toni Sevilla en el paper del Dr. Hiroshi Agasa en substitució del jubilat Fèlix Benito.
| Personatge               | Veu japonesa                 | Veu catalana                                                       |
| ------------------------ | ---------------------------- | ------------------------------------------------------------------ |
| Shinichi Kudo            | Kappei Yamaguchi             | Òscar Muñoz                                                        |
| Conan Edogawa            | Minami Takayama              | Joël Mulachs                                                       |
| Ran Mouri                | Wakana Yamazaki              | Cristal Barreyro (als cinemes) Núria Trifol (al DVD i a televisió) |
| Kogoro Mouri             | Akira Kamiya                 | Mark Ullod                                                         |
| Dr. Hiroshi Agasa        | Kenichi Ogata                | Toni Sevilla                                                       |
| Genta Kojima             | Wataru Takagi                | Miquel Bonet                                                       |
| Mitsuhiko Tsuburaya      | Ikue Ōtani                   | Elisabet Bargalló                                                  |
| Ayumi Yoshida            | Yukiko Iwai                  | Berta Cortés                                                       |
| Ai Haibara               | Megumi Hayashibara           | Roser Aldabó                                                       |
| Sonoko Suzuki            | Naoko Matsui                 | Eva Lluch                                                          |
| Juzo Megré               | Chafurin                     | Ramon Canals                                                       |
| Wataru Takagi            | Wataru Takagi                | Marc Gómez                                                         |
| Miwako Sato              | Atsuko Yuya                  | Meritxell Sota                                                     |
| Shuichi Akai             | Shūichi Ikeda                | Manuel Gimeno                                                      |
| Subaru Okiya             | Ryōtarō Okiayu               | Daniel Albiac                                                      |
| Masumi Sera              | Noriko Hidaka                | Clara Schwarze                                                     |
| Shukichi Haneda          | Toshiyuki Morikawa           | Héctor García                                                      |
| Mary Sera                | Atsuko Tanaka                | Geni Rey                                                           |
| Yumi Miyamoto            | Yu Sugimoto                  | Irene Miràs                                                        |
| Jodie Starling           | Miyuki Ichijou               | Montse Puga                                                        |
| James Black              | Takaya Hashi                 | Enric Isasi-Isasmendi                                              |
| Andre Camel              | Kiyoyuki Yanada              | Pep Ribas                                                          |
| Shiro Suzuki             | Fumio Matsuoka               | Domènech Farell                                                    |
| Tomoko Suzuki            | Miru Hitotsuyanagi           | Ana Pallejà                                                        |
| Ellie Ishioka            | Minami Hamabe                | Maribel Pomar                                                      |
| Maiko Shirahato          | Aya Hirano                   | Estel Tort                                                         |
| Osamu Inoue              | Kenichi Suzumura             | David Jenner                                                       |
| John Boyd                | Taiten Kusunoki / Ryan Drees | Jordi Boixaderas                                                   |
| Alan Mackenzie           | Charles Glover               | Pep Anton Muñoz                                                    |
| Font: Anime News Network |                              |                                                                    |

## Recepció
En conjunt, La bala escarlata va recaptar més de 37 milions de dòlars el cap de setmana de l'estrena i va ocupar la primera posició a la taquilla del Japó (2.200 milions de iens), de la Xina (109,6 milions de iuans) i a Catalunya. Al Japó va ser la millor estrena d'un film de la sèrie d'El detectiu Conan en els 25 anys d'història de la franquícia, amb 1.533.054 entrades venudes el primer cap de setmana.
La versió en català, doblada o subtitulada, es va estrenar a 39 sales de Catalunya, Andorra, Mallorca i el País Valencià. L'11 de desembre de 2022 la versió en català es va estrenar al canal de televisió SX3.